# Georg Grützmacher
Georg Konstans Grützmacher (* 22. Dezember 1866 in Berlin; † 28. Februar 1939 in Münster) war ein evangelischer Theologe, Kirchenhistoriker und Hochschullehrer an der Westfälischen Wilhelms-Universität in Münster.

## Leben
Georg Grützmacher begann sein Studium der Theologie, Geschichte und Sprachwissenschaften im Jahre 1886 an der Université de Lausanne und setzte es an der Friedrich-Wilhelms-Universität zu Berlin (der heutigen Humboldt-Universität) und der Universität Halle-Wittenberg (der heutigen Martin-Luther-Universität Halle-Wittenberg) in Halle an der Saale fort. Während seines Studiums in Lausanne gehörte er im Sommersemester 1887 zu den Gründungsmitgliedern der Société d’Étudiants Germania. Ab 1897 war er Professor an der Universität Heidelberg. Sein Buch Der Sieg des Christentums über die Welt der Antike widmete er Großherzog Friedrich I. von Baden. Ab 1914 war er Universitätsprofessor für evangelische Theologie an der Westfälischen Wilhelms-Universität und war von 1924 bis 1925 Rektor und von 1925 bis 1926 Prorektor der Universität. Grützmacher war nach seinem Ruf an die Universität Münster Mitglied der dort seit 1903 ansässigen Studentenverbindung Münsterscher Wingolf.
Grützmacher verfasste zahlreiche kirchenhistorische Schriften. Seine bedeutendsten Werke sind die Hieronymus-Biographie in 3 Bänden (Hieronymus. Eine biographische Studie zur alten Kirchengeschichte), Die Bedeutung Benedikts von Nursia und seiner Regel für die Geschichte des Mönchtums und die Untersuchung unter dem Titel Der Sieg des Christentums über die Welt der Antike.

## Schriften
- Die Bedeutung Benedikts von Nursia und seiner Regel für die Geschichte des Mönchtums. Berlin 1892
- Der Sieg des Christentums über die Welt der Antike. Berlin 1908.
- Hieronymus. Eine biographische Studie zur alten Kirchengeschichte. 3 Bände. Berlin 1901/1906/1908, Neudr Aalen, Scientia, 1986
- Studien zur Geschichte der Theologie und der Kirche / Bd.10./H.2. Hieronymus 1969, Neudr. d. Ausg. Berlin 1908
- Studien zur Geschichte der Theologie und der Kirche / Bd.10./H.1. Hieronymus 1969, Neudr. d. Ausg. Berlin 1906
- Studien zur Geschichte der Theologie und der Kirche / Bd.6./H.3. Hieronymus 1969, Neudr. d. Ausg. Leipzig 1901
- Die Bedeutung der Selbstbiographie für die Geschichte der christlichen Frömmigkeit. Halle (Saale), Buchhandlung d. Waisenhauses, 1925
- Synesios von Kyrene. Leipzig, Deichert, 1913